# Лже Симеон Шуйский
Лже Симео́н Шу́йский — общее имя для двух самозванцев неизвестного происхождения, выдававших себя за царевича Симеона Шуйского — никогда не существовавшего сына русского царя Василия IV Шуйского.
Долгое время в исторической литературе считалось, что самозванец, действовавший в Польше, и самозванец, действовавший в Молдавии, — одно и то же лицо. В связи с этим некоторые авторы ошибочно именовали его Лже-Шуйский I. Однако при новых исследованиях было доказано, что это два разных человека. Так, в частности, было установлено, что когда самозванец объявился и действовал в Польше в 1639—1640 годах, другой лже-Симеон уже действовал в Молдавии в 1639 году.

## Первый самозванец
О первом лже-Симеоне практически ничего не известно, так же, как и о том, какие планы строил самозванец. В документах он фигурирует как «некий воин ляшской земли» и было ему около  30 лет. Сохранились и описание внешности лже-Симеона: «Собою он молод, толст, волосом рус, уса и бороды нет…».
В январе 1639 года самозванец объявился в Польском городе Самборе, где нанялся в работники к местному попу, поселившись в его доме. Через неделю поп увидел у лже-Симеона на спине «царские знаки» в виде звезды и креста и потребовал от него ответа о своём происхождении. Не получив от самозванца никаких объяснений, поп доставил его к коронному подскарбию Яну Николаю Даниловичу, которому лже-Симеон открыл своё «царское» имя. Самозванец объявил себя царевичем Симеоном Шуйским — сыном русского царя Василия IV, объяснив, что знаки на спине означают фамильные символы династии Шуйских.
По словам самозванца, в его малолетстве, когда пленного царя Василия IV Шуйского везли в Польшу, его, Симеона, выкрали и держали у себя запорожские казаки. В действительности у Василия Шуйского не было сыновей. Пан Ян Данилович уважительно отнёсся к новоявленному «царевичу», поселил его у себя, даровав ему одежды и деньги. Вскоре о самозванце узнала и местная шляхта, после чего лже-Симеону «отовсюду несли деньги и различные пожертвования, его берегли и жалели».
Летом 1639 года подскарбий Ян Данилович отвёз самозванца на сейм в Варшаву, где тот предстал перед королём Владиславом IV. На польском сейме не все поверили в рассказ «царевича Симеона», звучали заявления, что он «самозванец и вор». Однако польские власти всё же решили поберечь «царевича». Было решено оставить лже-Симеона у подскарбия Яна Даниловича. Вскоре из-за плохого знания «царевичем» русского языка подскарбий отослал того в монастырь к архимандриту Илецу учиться русскому языку и грамоте.
О самозванце стало известно в Российском царстве. В это же время между двумя государствами велись долгие переговоры по выдаче другого самозванца — Яна Фаустина Лубы, выдававшего себя за царевича Ивана Дмитриевича — сына «царя Дмитрия» и Марины Мнишек. По делу Лубы в 1643 году на переговоры в Польшу прибыли московские послы, требуя также выдать и лже-Симеона. Польские власти подтвердили, что к подскарбию Яну Даниловичу приходил человек, выдававший себя за царевича Симеона Шуйского. Однако по словам панов подскарбий, распознав в нём самозванца, прогнал того со двора и «где он сейчас, не известно». О дальнейшей судьбе польского лже-Симеона ничего не известно.
Из сохранившихся документов также известно, что весной 1640 года самозванец ещё жил у Яна Даниловича. Так, о нём упоминал Мануил Сеферов по прозвищу Дербинский, ещё один самозванец, выдававший себя за некоего «московского царевича». В этот период Мануил познакомился и подружился с лже-Симеоном, общаясь с ним на протяжении полугода. Всё это позволяет опровергнуть версию, что польским и молдавским самозванцем был один и тот же человек: польский лже-Симеон в 1640 году всё ещё находился в Польше, а молдавский «царевич Симеон Шуйский» действовал уже летом 1639 года. В дальнейшем, в 1641 году, в руки московских властей попал Мануил Сеферов, пленённый казаками в Азове. У него на теле обнаружили таинственные знаки, и после этого русские власти ошибочно посчитали Мануила исчезнувшим лже-Симеоном.

## Второй самозванец
О втором лже-Симеоне известно ещё меньше. По данным молдавского господаря Василия Лупу, самозванцу было около 25 лет. В 1639 году он приехал из Польши в Молдавию, где и огласил своё царское имя. 15 июля он оказался на аудиенции у господаря Василия Лупу. Самозванец рассказал свою историю: якобы его в детстве, вместе с отцом царём Василием IV, пленили поляки и отвезли в Польшу, где он все последующие годы находился в плену и только сейчас смог бежать. Также «царевич» сообщил, что в России у него осталась сестра по имени Анна, вышедшая замуж за некоего боярина Симеона Прозора.
В доказательство того, что он является сыном царя Василия IV Шуйского, самозванец показал господарю «царские знаки», выжженные на спине. После этих событий «царевич» стал просить у Лупу помощи в переправе с паломниками в Стамбул и  грамоту к османскому султану. Однако Василий Лупу медлил с ответом, а затем и вовсе отослал самозванца в Сучаву. В августе 1639 года молдавский господарь послал грамоту в Москву с просьбой подтвердить, действительно ли его гость является сыном Василия IV Шуйского.
Русские власти были встревожены появлением самозванца в Молдавском княжестве и послали к господарю Василию, в столицу Яссы, царского посла Богдана Минича Дубровского. Приехав к Лупу, Дубровский объявил, что «царевич Симеон Шуйский» на самом деле самозванец и «вор» и попросил выдать обманщика Москве. После этих обвинений господарь Василий в знак «дружбы и любви к русскому царю» выдал лже Симеона Шуйского послам. В конце 1639 года, по дороге в Москву, самозванец был убит. Ему отрубили голову, содрали кожу в тех местах, где были «царские знаки» и отвезли в русскую столицу как доказательство смерти Лжесимеона.